# デニス・ボーヴェル
デニス・ボーヴェル（Dennis Bovell, MBE、1953年5月 - ）は、バルバドス出身のミュージシャン、マルチプレイヤー（ギター、ベース他）、音楽プロデューサー、音楽エンジニア。レゲエバンド・マトゥンビ (en:Matumbi) のリーダーであり、ブラックベアード (Blackbeard) という別名義でも活動している 。2021年、大英帝国勲章（MBE）叙勲。

## 来歴
1953年5月、バルバドスのセント・ピーター教区においてセブンスデー・アドベンティストの家庭に生まれる。12歳のとき家族とともにイギリスのサウスロンドンに移住する。そこでボーヴェルはジミ・ヘンドリックスなどアフロ・ロックに影響を受け、ギターを始める。その後ジャマイカの文化、特にダブに没頭するようになり、1970年にサファラーズ・ハイファイというサウンドシステムを設立する。このサウンドシステムの運営中、警察とトラブルが起こり、ボーヴェルは逮捕され6ヶ月間拘留されるが、後に釈放された。
ボーヴェルの通っていた高校にはスタジオがあり、後にミュージシャンやプロデューサーとなるニック・ストレイカー (en:Nick Straker) や、トニー・マンズフィールド (en:Tony Mansfield) が同級生だった。この二人はともに後にボーヴェルと作品を残した。
1971年、サウスロンドンでマトゥンビを結成。1979年9月にシングル「ポイント・オブ・ビュー」が、全英チャート（レコード・ミラー）35位を記録した。アルバム「ポイント・オブ・ビュー」では、自身に影響を与えたエロール・トンプソンをプロデューサーに迎えている。
また、マトゥンビの活動と並行し、1976年に、ダブ・グループの4thストリート・オーケストラを、エディ・タンタン・ソーントンらと共に結成した。
ライブは行わずスタジオ・レコーディングのみの活動をしていた。
1978年、ボーヴェルは詩人のリントン・クウェシ・ジョンソンによる世界初のダブ・ポエトリー・アルバム『ドレッド・ビート・アン・ブラッド』をプロデュースした。ボーヴェルは以後ジョンソンの作品のほとんどをプロデュースしており、ダブ・ポエトリーというジャンルを音楽面で定義した人物の一人となった。
約10万人が参加したロック・アゲインスト・レイシズムのデモ行進と音楽フェスティバルに、ザ・クラッシュ、トム・ロビンソン、シャム69、スティール・パルスらと出演した。
ボーヴェルはラヴァーズ・ロックの創始者の一人でもある。1979年にはジャネット・ケイ の「シリー・ゲームス ("Silly Games")」をプロデュースし、同楽曲は全英シングルチャート2位を記録するヒットとなった。
1980年には坂本龍一のセカンドアルバム『B-2ユニット』において「ライオット・イン・ラゴス」などの楽曲のエンジニアリングを行った。
彼はイギリスのレゲエ歌手ボビー・クレイとも多くの共同作品や共同プロデュース作品を制作した。また、ボーヴェルは多くのレゲエミュージシャンだけではなく、バナナラマやトンプソン・ツインズ、シャロン・シャノン (en:Sharon Shannon)、ザ・ポップ・グループ、スリッツ、フェラ・クティ、オレンジ・ジュース (en:Orange Juice) 、マッドネスなど様々なジャンルのミュージシャンをプロデュースし、ニュー・ウェイヴムーブメントにも影響を与えた。
ボーヴェルは映画音楽をも手がけている。1980年のフランコ・ロッソ監督作品『バビロン (en:Babylon (film))』をはじめ、1983年のテレビドラマ『ザ・ボーイ・フー・ワン・ザ・プールズ (The Boy Who Won the Pools)』、2006年の『グローバル・レボリューション (Global Revolution)』で音楽を担当している。
2021年6月、長年の功績を表彰され、大英帝国勲章（MBE）叙勲した。

## ディスコグラフィ

### デニス・ボーヴェル及びブラックベアード名義の作品

#### アルバム
- Strictly Dub Wize (1978), Tempus - as Blackbeard
- I Wah Dub (1980), More Cut/EMI - as Blackbeard
- Dub Conference (Winston Edwards & Blackbeard At 10 Downing Street) (1980), Studio 16 - with Winston Edwards
- Brain Damage (1981), Fontana
- Audio Active (1986), Moving Target - as Dennis Bovell and the Dub Band
- Dub Dem Silly (1993), Arawak
- Tactics (1994), LKJ
- Dub of Ages (2003), LKJ
- All Over the World (2006), Virgin Frontline
- Dub Dem Silly Volume 2 (2006), Arawak - Dennis Bovell featuring Janet Kay
- Corean Jamaican Connection, Powerslave - Yoonkee meets Dennis Bovell
- ダブ・ジャズ・ジャズ・ダブ (2009), パワーショベル - デニス・ボーヴェル・ジャズバンド
- Mek It Run(2012), Rama,Pressure Sounds
- Dub 4 Daze (2015), Glitterbeat Records
- Akoustik (2019), Old School

#### シングル
- Raindrops (1977), More Cut Records - as Dennis Matumbi
- Don't Let This Good Thing Go Bad (1978), Lightning Records
- Emotion/Castro Brown Speaks (1978), D.E.B. Music
- Bertie (1981), Fontana
- Oh Mama Oh Papa (1993), LKJ Records

#### コンピレーション
- Dub Master (1993), Jamaican Gold
- Decibel: More Cuts and Dubs 1976-1983 (2003), Pressure Sounds
- The DuBMASTER: The Essential Anthology (2022), Trojan Records

### マトゥンビの作品

#### アルバム
- Seven Seals (1978), Harvest
- Point of View (1979), EMI
- Dub Planet Orbit 1 (1980), Extinguish
- Matumbi(1981), EMI
- Testify (1982), Solid Groove

#### コンピレーション
- The Best of Matumbi (1977), Trojan Records
- Empire Road - the best of Matumbi (2001), EMI
- Music in the Air (2005), Trojan Records

#### シングル
- Brother Louie (197?), Trojan
- Wipe Them Out (1972), Trojan
- After Tonight (1976), Trojan
- Man In Me (1976), Matumbi Music Corp
- Chaingang (1977), Matumbi Music Corp
- Music In The Air (1977), Matumbi Music Corp
- Bluebeat & Ska (1978), Harvest
- Empire Road (1978), Harvest
- Rock (1978), Harvest
- Point of View (1979), Harvest - UK #35[22]
- Nothing At All (1980), EMI
- In Daylight (1982), Solid Groove
- Alive & Kicking (1984), Break Records

### 4thストリート・オーケストラの作品

#### アルバム
- Ah Who Seh (1976), Rama
- Leggo! Ah-Fi-We-Dis (1976), Rama
- Scientific, Higher Ranking Dubb (1977), Rama
- Yuh Learn! (1978), Rama

### ザ・ダブ・バンドの作品

#### シングル
- Reggae High (1983), EMI

## フィルモグラフィ
- Reggae In A Babylon (1978)
- Dread Beat An' Blood (1979)
- Bob Marley Spiritual Journey (2003)
- Dub Echoes (2007)
- The Story Of Lovers Rock (2011)
- White Riot 白い暴動 (2019)